# Erik Adolf Geete
Erik Adolf Geete, född 5 januari 1730 i Börstils socken, Stockholms län, död 1 januari 1795 i Stockholm, var en svensk militär och akvarellmålare.
Han var son till överstelöjtnanten Carl Gustaf Geete och friherrinnan Catharina Hermelin samt bror till Carl Johan, Alexander och Samuel Vilhelm Geete. Erik Adolf Geete tjänstgjorde som underlöjtnant vid artilleriet i Helsingfors och blev därefter kapten vid artilleriet i Malmö. Vid sidan av sin militära tjänst var han verksam som akvarellmålare. Han målade bland annat 16 stycken som ur typografisk och sjömilitär synpunkt mycket värdefulla akvareller från Sveaborg på 1760-talet, dessa publicerades 1933 i A.W. Ranckens bok Sveaborg, dess tillkomst och öden. Geete är representerad med akvareller vid Kungliga biblioteket i Stockholm.